# Gertrud Demenga
Gertrud Demenga (geb. Schwarz) (* 18. Mai 1918 in Freimettigen; † 13. Juni 1987 in Liebefeld) war eine Schweizer Schauspielerin und Hörspielsprecherin.

## Leben
Von 1944 bis 1946 absolvierte Gertrud Demenga ihre Schauspielausbildung am damaligen Bühnenstudio Zürich. Bereits im ersten Jahr ihrer Ausbildung spielte sie an der Tribüne in Bern in Peter Suravas Stück Juli 40 unter der Regie von Vasa Hochmann und am Schauspielhaus Zürich in der Uraufführung des Stückes Land ohne Himmel von Cäsar von Arx (Regie: Leopold Lindtberg). Weitere Stationen ihrer Bühnenlaufbahn waren das Stadttheater Chur, das Berner Ateliertheater und das Städtebundtheater Biel-Solothurn.
Unter Regisseuren wie Kurt Horwitz und Raoul Alster spielte Gertrud Demenga in Carl Zuckmayers Stück Das kalte Licht, als Luise Maske in Der Snob von Carl Sternheim, in der Uraufführung von Hanspeter Gschwends Stück Die Revolution ist tot – es lebe der Krieg oder in Herr Puntila und sein Knecht Matti von Bertolt Brecht.
Gelegentlich arbeitete Demenga auch vor der Kamera oder wirkte als Hörspielsprecherin, zum Teil in Mundartproduktionen.
Gertrud Demenga war mit dem Maler und Architekten Friedrich Demenga verheiratet. Das Paar hatte sieben Kinder, darunter die Puppenspielerin Monika, den Schauspieler Frank und den Musiker Thomas Demenga.

## Filmografie
- 1968: Die sechs Kummerbuben
- 1974: Fluchtgefahr
- 1976: Die plötzliche Einsamkeit des Konrad Steiner
- 1976: Riedland
- 1979: Der Chinese
- 1979: Landflucht
- 1980: Matto regiert
- 1981: Das Boot ist voll
- 1984: Le rapt

## Hörspiele
- 1946: Jeremias Gotthelf: Ueli der Knecht – Regie: Robert Egger – SRF
- 1952: Hans-Ruedi Guggenbühl: Ds Teschtamänt – Regie: Robert Egger – SRF
- 1954: Heinrich Böll: Der Heilige und der Räuber – Regie: Hans Gaugler – SRF
- 1954: N.N.: Der letzte Graf – Regie: Felix Klee – SRF
- 1958: Gottfried Keller: Das Fähnlein der sieben Aufrechten – Regie: Oskar Nitschke – SDR
- 1959: Otto von Greyerz: Ds Schmockerlisi – Regie: Robert Egger – SRF
- 1962: Jeremias Gotthelf: Der Burespiegel – Regie: Robert Egger – SRF
- 1966: Jeremias Gotthelf: Geld und Geist – Regie: Robert Egger – SRF
- 1979: Jeremias Gotthelf: Der Geltstag – Regie: Hans Gaugler/Ruedi Stalder – SRF
- 1979: Ernst Eggimann: Mir hei nume s Beschte wöue – Regie: Charles Benoit
- 1986: Charles Lombard: Familie Rouber – Regie: Charles Benoit – SRF
- 1986: Axel Gfeller: Swingbrüder – Regie: Charles Benoit – SRF
- 1987: Elaine Morgan: Was isch i dich gfahre? – Regie: Felix Bopp – SRF